# 파일 서버
컴퓨팅 환경에서 파일 서버(file server)는 워크스테이션이 접근할 수 있는 컴퓨터 파일(문서, 사운드 파일, 사진, 영화, 그림, 데이터베이스 등)을 공유하고 저장하는 것이 주목적인 네트워크 컴퓨터이다. 서버(server)라는 용어는 클라이언트 서버 구조로 된 기기의 역할을 강조하며 여기서 클라이언트는 이 기억 공간을 사용하는 워크스테이션을 말한다. 파일 서버는 일반적으로 어떠한 계산도 수행하지 않으며 클라이언트의 중간에 어떠한 프로그램도 실행하지 않는다. 파일의 빠른 공유, 저장 및 관리, 데이터 수신이 파일 서버의 주된 설계 목적이다.

## 파일 서버의 종류
파일 서버는 전용(dedicated) 또는 비전용(non-dedicated)일 수 있다. 전용 방식은 파일 서버로서 사용하기 위해 특화되도록, 또는 파일과 데이터베이스의 읽기/쓰기를 위해 부착된 워스크테이션과 함께할 수 있다.
파일 서버는 접근 방식에 따라 분류할 수도 있다: 인터넷 파일 서버는 주로 파일 전송 프로토콜(FTP)를 통해서나 HTTP(정적 파일과 함께 동적 웹 콘텐츠를 제공하는, 조금은 다른 방식으로)를 통해서 종종 접근된다. LAN 상의 서버는 SMB/CIFS 프로토콜(윈도우 및 유닉스 계열) 또는 NFS 프로토콜(유닉스 계열 시스템)에 의해 접근되는 것이 보통이다.
데이터베이스 장치 드라이버를 통해 공유되는 데이터베이스에 접근 권한을 제공하는 데이터베이스 서버는 파일 서버로 간주되지 않는다.

## 파일 서버의 설계
현대 비즈니스에서 파일 서버의 설계는 기억 공간, 접근 속도, 복구 가능성, 관리적 용이성, 보안, 예산을 염두에 두고 만들어진다. 새로운 하드웨어와 기술이 급속히 오래된 장비의 구식화를 가속화시키는 꾸준히 변화하는 환경에 위치하는지, 오래된 기기와 호환되는 방식으로 지원이 가능한지도 변수이다. 스루풋, 최고 부하, 응답 시간 관리를 위해 벤더는 큐잉 이론을 이용하여 어떻게 하드웨어와 소프트웨어의 결합이 다양한 수준의 요구에 반응할지를 모델링할 수 있다. 서버는 동적 로드 밸런싱 스킴을 이용하여 다양한 부분의 하드웨어의 요청을 분산시킬 수도 있다.

## 같이 보기
- 백업
- 파일 전송 프로토콜
- 서버 메시지 블록
- NAS (Network-attached storage)